# アクアリウム

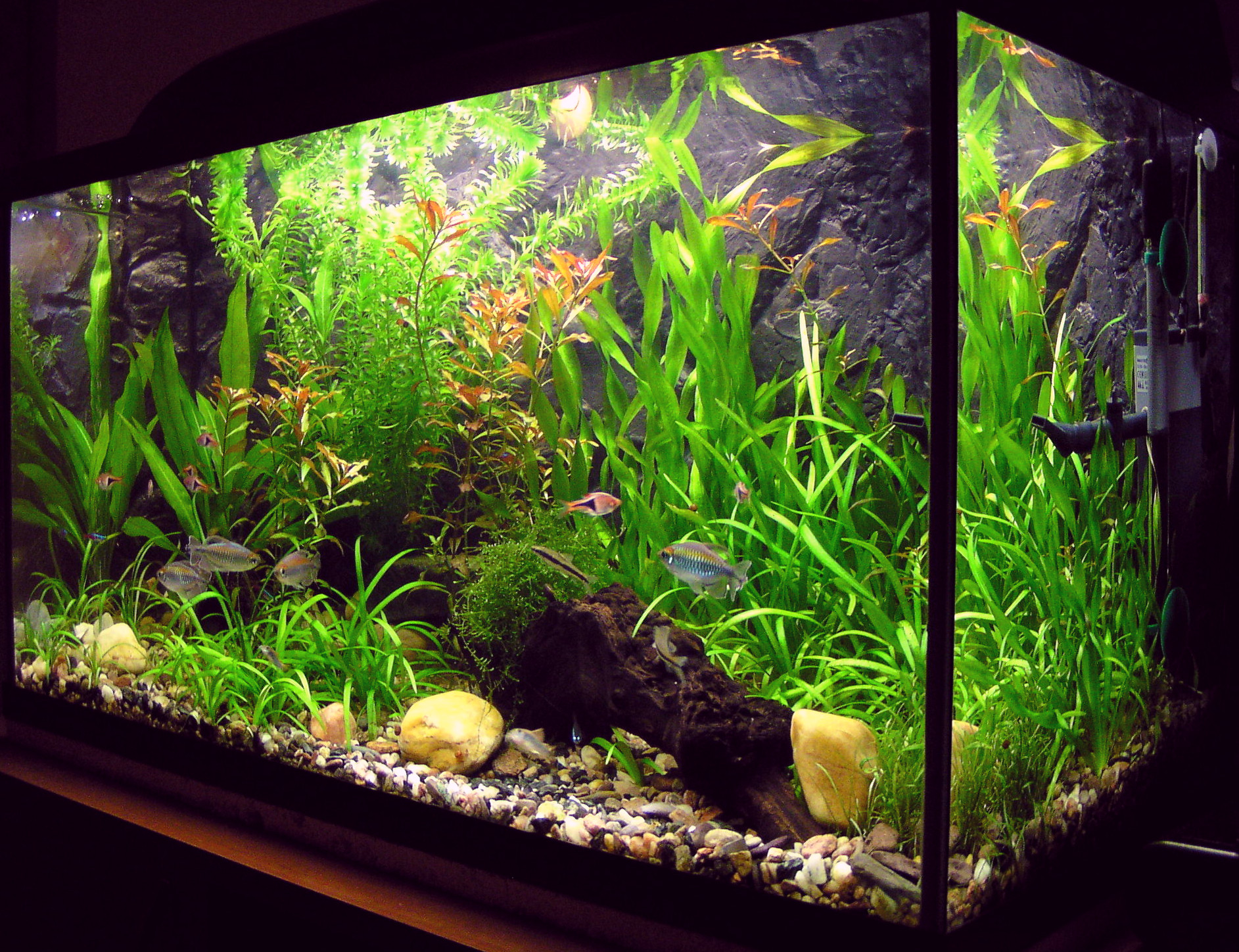
水草と熱帯魚水槽のアクアリウム

アクアリウム（英: aquarium）は、水生生物の飼育設備を指す。水族館のような大型施設から個人宅に設置するような小規模のものにまたがる概念である。英語の原義では公的施設の水族館と、個人などの趣味の範疇にあるものは明確に区別されず、要するに水生生物の飼育施設・設備を指す。元はラテン語で､一般に水(aqua)に関するものを広く指す言葉である｡日本ではその中でも特に、観賞用に熱帯魚（観賞魚）や水草などを飼育・栽培すること、またはそのために構築された水槽を含む環境を指すことが多い。
魚に関しては、観賞魚または熱帯魚を、水草の扱いに関しては水草の項を参照。

## 概要

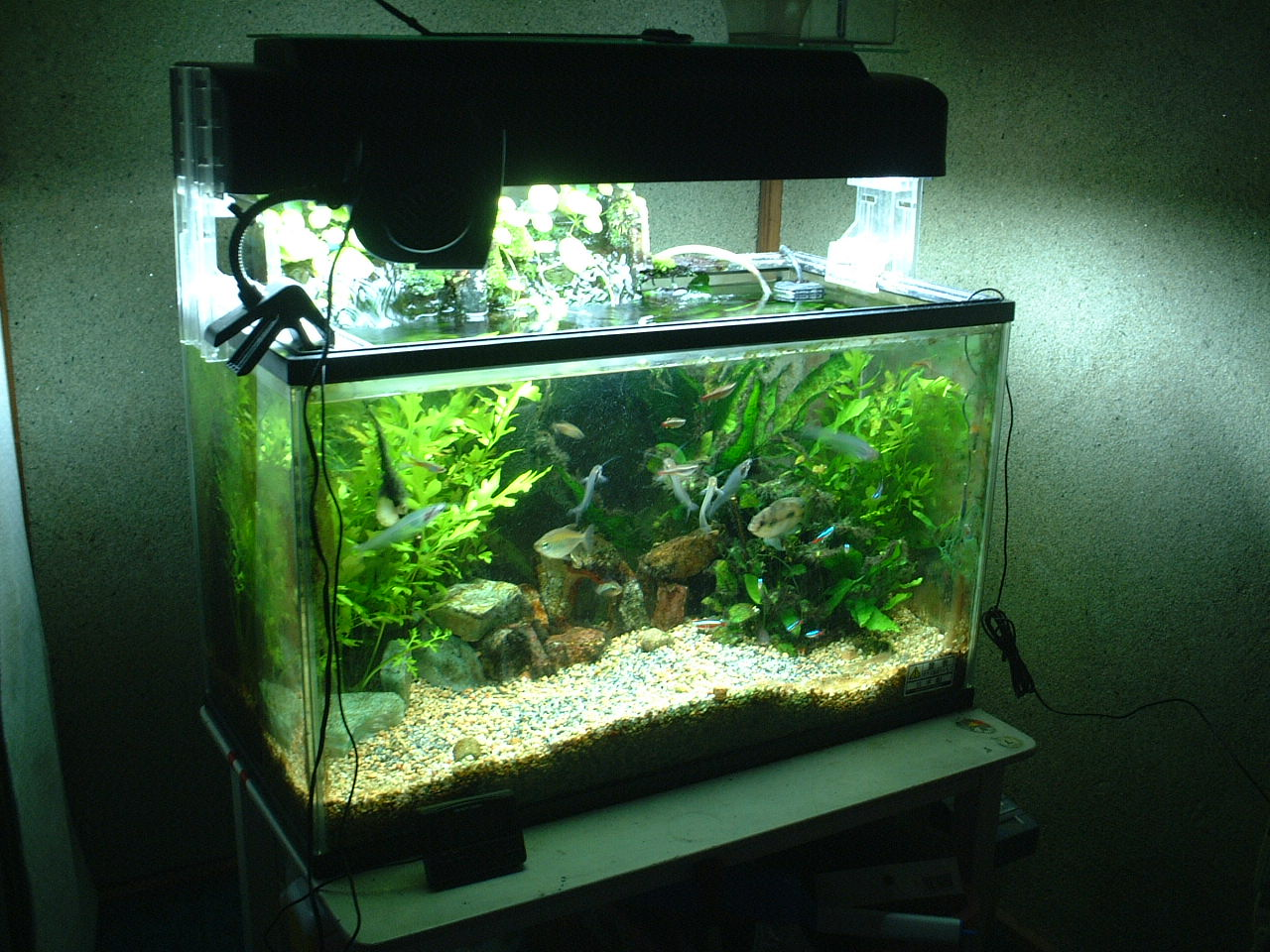
一般家庭の60cm標準規格水槽

アクアリウムは、1リットル未満の水しか入らない小さな容器から、水族館に据え付けられた巨大な水槽まで様々なものがある。楽しみ方も多様であり、個体の飼育を楽しむもの、魚と水草を配置して自然水景や縮景芸術を楽しむもの、品種改良を楽しむものなどがある。この愛好者は「アクアリスト」とも呼ばれる。水辺周辺域までもを再現したアクアテラリウムという様式も存在する。アクアテラリウムはアクアリウムとテラリウムの合成語である。なお、陸上動物の飼育施設・設備はテラリウムと呼ぶ。現在は器具の進歩により管理の省力化が進んでいる。

## 歴史と発展
水中生物の生活は、陸上に住む人間にとっては好奇の対象となりうる身近な異世界である。
また魚類は食糧としても珍重され、それを生かしていつでも好きな時に食糧として供することは、食事が生物にとって大切な要素であるとともに、美食が人にとっては大きな喜びであることから、古くより新鮮な魚を新鮮なまま生かすことにも関心が向けられている。

### 古代のアクアリウム
閉鎖環境あるいは人工環境中で魚を飼うことは、歴史的に深い起源を持つ。古代のシュメール人は天然で捕まえた魚を、食料として池で飼うことが知られていた。中国では、フナ（交配にコイを使ったとの説もあり）を選択的に繁殖させ、今日よく知られた金魚等を生み出すことが2,000年以上前に始まったと考えられる。中国の宋王朝中には、金魚が屋内に持ち込まれ、大きな陶器の容器の中でそれらを楽しむことが行われた。古代エジプト美術では、寺院の長方形の池で飼われている神聖な魚オクシリンコスの描写が見つかった。多くの文化が、実益と装飾の目的で魚を飼う歴史を持っている。

### ガラスの囲い
室内に置いた透明な水槽中に魚を囲って鑑賞するために設計されたアクアリウムの概念が出現したのは、より最近のことだが、このアイデアが現れた正確な日付を示すことは難しい。
1665年に、日記作家サミュエル・ピープスは、ロンドンで「1杯の水の中で飼われた魚という、永久に生きるであろう素晴らしい、極めて特徴ある異国の珍品」を見たと記している。ピープスによって観察された魚は、当時東インド会社の取り引きがあった広東ではよく知られた庭魚だったパラダイスフィッシュ、Macropodus opercularis だったようだ。
18世紀に、スイスの博物学者アブラハム・トランブレーは、オランダ近郊のSorgvlietにあったベンティンク伯の邸宅の庭を流れる水路で見つけたヒドラを、研究用の大きな円筒状のガラス容器中で飼った。ガラス容器中で水生生物を飼うという考えは、少なくともこの頃に遡る。

### 大衆化

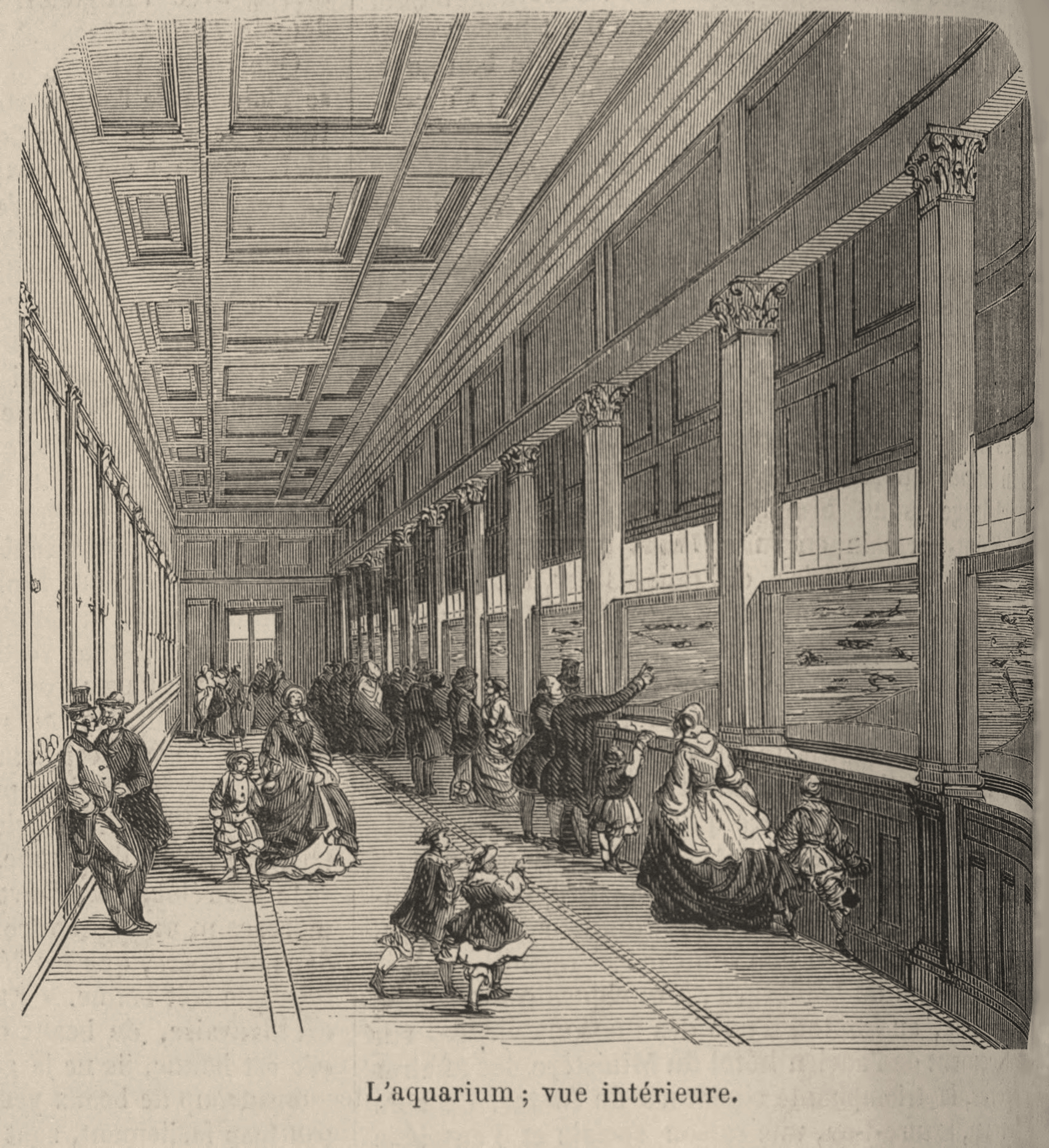
1860年頃パリのブローニュの森の動物園では淡水魚や海水魚が展示された

アクアリウムで魚を飼うことが英国で最初にポピュラーな趣味になるのは、1851年のロンドン万国博覧会で展示された、鋳鉄の枠組みを持つ華麗なアクアリウムが登場してからである。
枠付きガラスのアクアリウムは、長い航海中に外国の植物を保護するために1830年代に英国の園芸家のために開発されていたウォーディアンケース（テラリウム）を改造したものだった。今日のアクアリウム保有者から見ると奇妙に思える、19世紀のアクアリウムの1つの特徴は、火でアクアリウムの水を加温できるように金属の底面パネルを使っていることだった。
ドイツ人は英国人に匹敵する関心を持っており、19世紀の終わりまでにハンブルクは多くの新種をヨーロッパにもたらす港になった。
第一次世界大戦の後、家庭に電気が普遍的に通されるようになるとともに、アクアリウムはより広く普及した。電気によって、人工照明、空気注入、水の濾過および暖房が可能になり、アクアリウムの技術に大きな進歩がもたらされた。
航空輸送が可能になったことにより、遠方から非常に種々様々の魚が成功裡に輸入されるようになったため、新しい保有者を惹きつけ、これが大衆化を支えた。
現在世界的に約6000万のアクアリウム保有者がいると推定され、また彼らによってさらに多くのアクアリウムが維持されているものと推測される。この趣味は、ヨーロッパ、アジアおよび北アメリカで最も強い支持を得ている。アメリカでは、アクアリウム保有者のかなりの割合（40%）が常時2つ以上の水槽を保有している。
日本では1960 - 1970年代頃から熱帯魚飼育に関心を持つ人が一定の自然環境を再現する事に腐心したほか、1980年代後半よりテレビドラマ等にも度々インテリアとして登場し、飼育器具の発達や取扱業者の拡大とともに、次第に熱心な愛好者を増やしている。
1990年代半ばよりインテリアとして観葉植物のようにこれら水槽をレンタルする業者も増加し、近年ではホテルや商店・企業・病院などで施設の利用者を和ませている。これは面倒な維持作業を業者任せにできるため、家庭内にあっても業者に維持管理を依頼する富裕層も存在する。
広く見られるのは飼育が簡単で種類も豊富な淡水魚と淡水域の水草を配したものとなるが、大規模になると海洋の環境を再現し、海草を繁茂させた上で海洋生物を泳がせる様式があるほか、家庭でも珊瑚礁を模して海水を満たした水槽に海水魚を飼育したり、少々変わった所ではイソギンチャクやクラゲなどを飼育する様式などもある。
水中の自然環境を再現する事がこの様式の主目的といえるだけに、様々な方向性・可能性が見出される。
なお近年では熱帯魚に限定されず、野生の魚を自然に近い環境で飼育して、その生活を観察や鑑賞をする目的から、メダカなどに関心が寄せられることもある。だがその一方で愛好者が増えたために、野生魚や自然環境下にある水草の乱獲を心配する声も聞かれる。
中南米・アマゾン川流域はこれら淡水熱帯魚の宝庫とされているが、同川流域の大半を占めるブラジル政府では、自然保護の観点から捕獲量を制限するなど、厳しい輸出規制を敷いている。だが同地域に生息する熱帯魚が余りに多様で、また国土も広大であるために輸出チェックが十分に機能せず、中には学術的にも未確認種であるなどという貴重な生物の国外流出が、しばしば輸入国側において「新種発見」という形で報告されている。

### 日本の熱帯魚の歴史
江戸時代、中国から金魚が入ってくると、日本でも金魚の愛好家が生まれ、金魚の養殖と品種改良が盛んに行われるようになった。大正時代に入ると日本にも熱帯魚が輸入されてくるようになる。しかし、熱帯魚の飼育を始めたのは金魚の愛好家ではなく園芸家であった。これは、電気供給が不安定だった時代に高価な温室を持っているのが園芸家だけだったからである。

### 生物の供給元
最初の近代的アクアリウムに入れるための魚と植物は、野生から採取されヨーロッパとアメリカの港へ（通常船で）輸送された。20世紀初期には、小さなカラフルな熱帯魚の多くの種が捕獲され、ブラジルのマナウス、タイ（シャム）のバンコク、インドネシアのジャカルタ、オランダ領西インド諸島、インドのカルカッタ、その他の熱帯の港から輸出された。アクアリウム向けの商業ルートのために天然から魚、植物および無脊椎動物を捕獲することは、今日も世界中で続いている。世界の多くの場所で、貧しい地元住民が、収入の主な手段としてアクアリウム用標本を集め売りさばく。それは、今なお人工繁殖に成功していない多くの種の供給源であり、また熱心なアクアリウム保有者に新しい種を供給し続けている。
最終的にアクアリウムに展示するために天然の生物を捕獲することは、いくらかの問題をはらんでいる。捕獲旅行は長く、高価になりえ、必ずしも成功するとは限らない。輸送のプロセスは、輸送される魚には非常に危険であり、死亡率は高い。そうでなくとも多くのものがストレスによって弱り、到着したときには病気になっている。魚も収集プロセス自体で痛めつけられることがある。最も顕著なものは、捕獲をより容易にするため暗礁魚を気絶させるためにシアン化合物を使用するものである。
より最近では、魚と植物を集めることの潜在的な環境への悪影響は、世界的にアクアリウム保有者たちの注意するところとなった。これらの悪影響は、珊瑚礁および目標でない種への毒散布、自然の生息地からの稀少種の減少、および主要種の大規模減少による生態系の劣化などである。さらに、使用される破壊的な技法は、環境保護論者とアクアリウム保有者への憂慮するところとなってきた。したがって、人工繁殖計画および天然で捕獲された魚の認証プログラムによって、商業ルートに乗った天然で捕獲された標本への依存を減らすよう、多くの関係のあるアクアリウム保有者による申し合わせ運動があった。1997年に行われた調査では、アメリカの海水アクアリウム保有者たちの3分の2が、天然で採取した珊瑚の代わりに人工養殖した珊瑚を購入することを好むと答えた。また、持続可能なように捕獲されたまたは人工的に養殖した魚だけが貿易に許可されるべきと答えた人が80%以上だった。
ベタが1893年にフランスで最初に養殖に成功して以来、人工繁殖の技法が次第に発見されてきた。アクアリウム貿易のための人工繁殖は、現在南フロリダ、シンガポール、香港およびバンコクに集中しているが、ハワイとスリランカにも小さな産業がある。アクアリウム貿易用の海生生物の人工繁殖プログラムは、1990年代中頃以来、急速に発展しつつある。海水の種よりも、真水の種のための繁殖プログラムのほうが比較的進んでいる。
養殖は管理された環境中で水生生物を育成することである。アクアリウム貿易へ供給するための養殖プログラムの支持者は、十分計画を練ったプログラムは環境だけでなくそのまわりの社会にも利益をもたらすことができると主張している。養殖は、成長させた成体を直接販売するか、それらをリリースして野生のストック(Tlusty 203)を補充することによって、野生種への衝撃を減少させる助けになる。ただし、そのような行為はいくつかの環境リスクに関係している。

## 生態系
アクアリウムの生態系は、自然界で見られる平衡をアクアリウムの閉じた系で再現するのが理想であるが、実際には、完全なバランスを維持することは事実上不可能である。例えば、最大のアクアリウムでさえバランスのとれた捕食-被食関係を維持することはほとんど不可能である。普通は、アクアリウムに入る小さな生態系の中で平衡を維持する手段を取らなければならない。
多量の水を使うことで近似的平衡を構築できる。システムを乱すどんな出来事も、アクアリウムを平衡から遠ざけるのだが、水槽により多くの水があれば、出来事の影響が薄められるので、系統の衝撃を吸収することがより容易になる。例えば、11リットルの水槽中では魚が1匹死んだだけでもシステムに劇的な変化を引き起こす一方、その同じ魚の死が他に多くの魚がいる400リットルの水槽中であれば、水槽のバランスは少ししか変化しない。こういう理由で、平衡を維持するのにそれほど注意を必要としない安定したシステムであるために、しばしばできるだけ大きな水槽が好まれる。

### 窒素循環
管理の上で重要な課題として、アクアリウムの住民によって作られる生物学的廃物の管理がある。
魚、無脊椎動物、菌類および一部のバクテリアは、アンモニアの形で不用の窒素を排泄する。アンモニア(水化学によってはアンモニウム塩に変換されることがある）はその後、窒素循環を通り抜けなければならない。アンモニアは、糞やその他の廃物を含む植物および動物質の分解によっても発生する。窒素廃棄物は、高濃度では魚および他のアクアリウム住民にとって有毒になる。
バランスの取れている水槽は、他のアクアリウム居住者の廃棄物を物質交代することができる分解者を含んでいる。水槽中で発生した窒素廃棄物は、硝化細菌（Nitrosomonas; ニトロソモナス属）として知られている一種のバクテリアによってアクアリウムの中で物質交代される。硝化バクテリアは、水中のアンモニアを捕らえて、亜硝酸塩を生産する。亜硝酸塩もまた、高濃度中では魚にとって極めて有毒である。
別のタイプの細菌（Nitrospira; ニトロスピラ属）は、亜硝酸塩をアクアリウム住民にそれほど有毒でない硝酸塩へ変換する(以前はニトロバクター属（Nitrobacter）のバクテリアがこの役割を担うと考えられており、アクアリウムの窒素循環が「すぐ始められる」キットとして市販された。生物学の理論上、それらはニトロスピラと同じスキ間を満たすことができるのではあるが、最近ではニトロバクターは確立したアクアリウム中に検知できるレベルでは存在せず、一方、ニトロスピラは豊富であることが分かった)。このプロセスは窒素循環として知られている。
バクテリアに加えて、水生植物もまたアンモニアと硝酸塩を物質交換して窒素廃棄物を除去する。植物は窒素合成物を取り入れ、それを同化してバイオマスを生産するために使用することにより、水から窒素を取り除く。しかし、古い葉が次々に死んで分解するときに、窒素が水へ再放出されるので、窒素の除去は一時的なものである。
非公式に窒素循環と呼ばれているこれは、実際には、真のサイクルの一部分でしかない:窒素がシステムに加えられる(通常水槽住民に供給される食物による）都合上、プロセスの終わりは硝酸塩が水に蓄積する(あるいは植物の炭酸同化作用によってバイオマスの増加に寄与する)。実際上、こうして家庭用アクアリウムの中には硝酸塩が蓄積するので、定期的に水を交換し、硝酸塩濃度の高い水槽から水を取り除き、それを硝酸塩濃度の低い水に取り替えなければならない。
一般家庭でのアクアリウム程度の水槽の容積では、しばしば水槽内の生物から発生する窒素を無害化するのに十分なバクテリアの必要個体数を満たしていない。この問題には、2つの濾過方式が最もしばしば提示される。活性炭フィルタは水から窒素合成物等の毒素を吸収する一方で、生物濾過フィルタは有益な硝化バクテリアが繁殖しやすいように設計されたろ材を提供している。
この窒素循環では、家庭向けの水槽内において自然界に見られる閉じた生物的な循環系を完全に再現させることは、2006年現在において決定的な方法は存在しない。様々な方法が試みられているが、そのいずれもが非常に導入コストの掛かるものか、定期的な水の交換（何割かずつ）によって硝酸塩濃度の低減を行うまでの期間を延長させる程度に過ぎない。

### サイクリング
設置されたばかりのアクアリウムでは通常、窒素廃棄物を処理するバクテリアが十分な数に達していない。このようなバクテリアをアクアリウムに定着させる過程をサイクリング（立ち上げ）と呼ぶ。一般的な方法としては、窒素廃棄物の発生源として、それらの蓄積に強い（そして一般に安価な）魚を用い、それらから生じる窒素廃棄物を餌にバクテリアが増殖するのを待つ。この、最初に投入される魚を一般にパイロットフィッシュと呼称する。丈夫な魚を使うとはいえバクテリアの量が十分でないサイクリングの過程では、水中の窒素廃棄物濃度はすぐに魚にとっての致死量に達するため、これらを抑えるために頻繁な換水を必要とする。有毒な窒素廃棄物の濃度を確認するためにしばしば試験紙や試薬による監視が行われる。このような手間や時間をかけず「すぐに始める」方法もいくつか存在する。例えば、バクテリアを含んでいる水添加剤を用いることや、別のアクアリウムから底砂や生物濾材（これらの表面には成熟したバクテリアのコロニーのが存在する）を新しい水槽に移すことなどである。
近年人気のある他のサイクリング法には、フィッシュレス・サイクリングおよびサイレント・サイクリングがある。前者はその名前が意味する通り、窒素酸化物の発生源として魚を用いることをしない。代わりに、バクテリアの餌として水槽に少量のアンモニアを加える。この方法において、窒素廃棄物（アンモニア、亜硝酸塩および硝酸塩）レベルのチェックはもっぱら、サイクリングの進捗状況を確認するために行われる。サイレント・サイクリングは、成長の速い水生植物をアクアリウムに大量に投入するだけであり、窒素廃棄物の分解はバクテリアではなくそれらに依存する。水草水槽を専門に扱うアクアリウム保有者の報告によれば、植物が窒素廃棄物を非常に効率的に消費することができるので、従来のサイクリング方法で通常見られるアンモニアと亜硝酸塩の蓄積は、あったとしても非常に小さいものになる。
誤った方法でサイクリングされたアクアリウムは、有毒な窒素廃棄物がすぐに蓄積し、中の魚などを殺すことがある。

### 他の栄養素サイクル
窒素はアクアリウムで循環するただ一つの栄養素ではない。溶存酸素は、表面の気水界面、あるいは空気ポンプの動作を通じてシステムに導入される。二酸化炭素はシステムから大気へ漏洩する。
リン酸塩サイクルは、見落とされがちだが、重要な栄養サイクルである。硫黄、鉄および微量元素もまた、食物として系に導入され、廃物として出るという風に循環する。十分にバランスのとれた餌を供給し生物学的負荷を考慮することを通じて窒素循環を適切に取り扱うならば、通常これらの他の栄養サイクルを近似的平衡に維持するには十分である。

### 生物学的負荷
生物学的負荷は、生きている住民がアクアリウムの生態系に与える負担の基準である。アクアリウムで生物学的負荷が高いと、水槽内の生態系はより複雑になり、ひいては平衡がより乱れやすくなる。
加えて、生物学的負荷には、アクアリウムのサイズに基くいくつかの基本的制約がある。空気に露出している水の表面積は、水槽内の溶存酸素の摂取を制限する。硝化バクテリアの量は、それらがコロニーを作るのに利用できる物理的な空間によって制限される。物理的に、あるサイズと数の動植物は、まだ移動の余地があるアクアリウムにしか適合しない。
系に過負荷をかけることを防ぐために、およその目安がある。恐らく最も広く知られたものは「魚1インチについて1米ガロン」の規則である。これはアクアリウムで飼われているすべての魚の長さのインチの合計（尾の長さを除く）が、米ガロンで測られた水槽の容量を超えてはならないと定めるものである(水1リットルに対し約7mm)。この規則は、混雑により成長の成長を妨げないように、通常は成魚の予想サイズについて適用される。金魚などの廃物が多い魚については、空間割り当てを2倍にし、魚の1インチについて2ガロンとすることが推奨されている。
真の最大あるいは理想的システムの生物学的負荷は、理論的なレベルでさえ、計算することが非常に困難である。計算で割り出すためには、廃物の発生率、硝化作用の効率、水面のガス交換速度および他に多くのものの変数が決定される必要があるだろう。実際上、これは非常に複雑で困難なタスクである。したがって、ほとんどの場合、生物学的負荷を適切なレベルにするために試行錯誤とおよその目安を併用する。

## 環境

### 淡水
塩分濃度が0.5%未満の場合を指す。最も手軽なため、まずここから入門することが多い。水草の種類が非常に多いことが特徴。水草、流木、石などを用いてレイアウトを楽しむこともある。

### 汽水
塩分濃度が0.5% - 5%程度の場合を指す。塩分濃度は人工海水で調整する。汽水の生物は淡水かあるいは海水で飼育できることがある。一方、淡水の生物は淡水、海水の生物は海水でなければ飼育できないことが多いため、汽水の生物をどちらかの水槽で飼育してしまうことが多い。ただし、ヤマトヌマエビのように繁殖できなかったり、イシマキガイのように長生きできないことがある。

### 海水
塩分濃度が5% - 18%程度の場合を指す。人工海水を用いて海水をつくる。海水アクアリウム最大の特徴はその生物相の豊かさである。生物は海から淡水へと生息域を広げて進化して行ったため、海の生物種の多様さは淡水とは比べものにならない。魚類以外、イソギンチャク、サンゴ、軟体動物、甲殻類などを一纏めに無脊椎動物と呼んで飼育されている。造礁サンゴを飼育する場合は、強力なメタルハライドランプが使用されることが多かったが、現在は給餌して弱光で飼育されることもある。他の鉱物の混合物を添加することもある。

### 水温
魚や植物の種はほとんど、ある範囲の水温しか許容しない。熱帯や温帯域のアクアリウムの水温は平均約25℃とされ、一般に普及している多くの観賞魚に適する。水温がそれより低下する場合は、ヒーターで飼育水を暖める必要がある。ヒーターはサーモスタットで制御する。温帯に生息する種類の場合、日本の多くの地域では人為的な水温調節は特に必要ない。高温に弱い生物は冷却装置で飼育水を冷やす必要がある。冷却装置は水槽が設置されている部屋のエアコン、水槽用クーラー、水槽用ファンが使われる。水槽用クーラーはヒートポンプであるため、廃熱で部屋を暖めてしまうという欠点を持つ。水槽用ファンは飼育水の気化熱を利用するため、原理的な冷却の限界は湿球温度と等しくなる。

### 水質
上記以外に注意すべき水質について列挙する。自然には様々な環境があり、再現すべき環境により水に溶けている物質も異なる。ちなみに、大量に水を必要とする水族館では、あまり処理の必要がない大量の水が容易に手に入るように自然の水源（川、湖あるいは海洋のような）の近くに立地することが多い。
- 水道水は殺菌のために塩素消毒がされているため、これらを無害化するためにカルキ抜きが添加されることが多い。しかし、カルキ抜きはそれ自体が毒性を持つため、魚やエビは許容できてもミジンコ等の微生物は死滅してしまうことがあるため注意を要する。塩素を厳格に除去にするには浄水器を使用して吸着除去する。
- 水のpHはアルカリ度または酸性度の基準である。最適なpHは生物種によって異なる。
- 硬度は全体的な溶けているミネラル分の濃度を示す。軟水が適している場合もあるし硬水が好まれる場合もある。
- アンモニア濃度が0.5 mg/Lを超えると多くの魚に有害である。
- 亜硝酸塩濃度が0.8 mg/Lを超えると多くの魚に有害である。
- 硝酸塩濃度は25 mg/Lを超えると多くの魚に有害である。10 mg/L以下が理想とされる。
- 好気性濾過のみの場合は、排泄物から生成される硝酸塩は分解されない。そのため定期的に水替えする必要があるが、逆に急激な水質の変化で魚へのストレスや濾過バクテリアの死滅の危険もありことから、換水は少量ずつ頻度を多くすることが理想である。しかし高頻度は現実的でないため、一般的には3分の1から2分の1くらいの換水を行うようにして頻度を決めるほうが良い。
- 酸素濃度が低下しすぎると魚は酸欠を起こす。エアポンプで曝気し、酸素を溶け込ませる。
- 水草の光合成を促進し、酸素の気泡を観察するためにCO2を添加することもある。
- 水流が必要な生物種も存在する。水流はポンプで発生させる。逆に急速な水流が有害となる生物種もある。

### 底床
底床（ていしょう）と読む。必ず要るというわけではないが、生物によっては砂に潜り込んだりするため、砂が必須の場合がある。水草を植える土台であり、底砂の種類・色などで変化を楽しむと同時に魚の見栄えをよくする。一方、砂とゴミが混ざると掃除の手間が増えるために砂は一切敷かないで飼育する場合もある（ベアタンク）。底面濾過の場合は底床全てが濾材となる。吸着能力があるものは水質緩衝作用がある。pHを変化させるものがある。
なお、「砂」と書いたが、一般的に「砂利」と呼ばれるサイズのものもよく使用され、「砂利は隙間に食べ残しの餌などが入り込み腐敗しやすい」「砂は長いうちに締まってきて水草の根が伸びにくくなる」といった一長一短があるので粒子が均一より混ぜて使ったほうが良い。
大磯砂
最も一般的な砂（細かい砂利）。かつては神奈川県の大磯海岸で採取されていたためこの名がある。現在は大磯での採取が禁じられたため他の場所から採取している。貝殻が混入しており硬度を上げることがある。それが不都合な場合は酸処理が行われる。
珪砂
河原や砂浜で採取される。大磯砂よりも粒が細かい。安価で大量に入手できるので水産施設で濾材としても使われる。白っぽい物が多い。白色に近い砂を敷いて長期間飼育していると魚の色が薄くなる「色飛び」が起こる恐れがある。
サンゴ砂
サンゴの骨格。珊瑚礁の砂浜で採れる。こちらも水産施設で濾材としても使われる。ほぼサンゴの骨格を残しているものから砂粒ほどに粉砕されたものまである。炭酸カルシウムで出来ているため自明であるが、飼育水の硬度を上げる。
ソイル
土を低温で焼き固めた粒状のもの。主に水草育成のために用いられるが、大抵の商品が水質を弱酸性に保つ作用があることからこの水質が好ましい魚種を飼育する場合にも用いられる。元が土である為に時間の経過により団粒構造が失われ泥状になっていく。pHを弱酸性にする。

### 混泳
一つの水槽で多くの種類の魚を飼うことを混合飼育、または混泳（こんえい）と呼ぶ。複数種が泳ぎまわる水槽は見栄えが良いとされるが、混泳にあたっては魚種の選定に注意が必要である。
どう猛な魚の場合、他の魚を食べてしまったり、口先などで突いてストレスで殺してしまう場合がある。同じサイズの魚同士であれば大抵の場合食べられてしまうことは滅多にないが、魚のひれや鱗を好んで食べる魚（スケールイーター）、共食いする魚、同種で激しく争う魚（ベタなど）もおり、それぞれの魚の習性をよく把握する必要がある。また、相性がよい場合でも、エサの食べかたに差がでてしまうので、余り大きさが異なる魚は一緒に入れない方が良い。
一般に観賞用として好まれる魚は遊泳性が強く、水面や水中を漂っているエサを食べるが、底面に落ちてしまったエサを上手に食べることができないため、これがたまって腐敗し水質を悪化させることがある。付着藻類を好んで食べるプレコストムスやアルジーイーター、底面性の魚（コリドラス等の小型のナマズやドジョウの仲間など）を一緒に飼育して水槽の環境維持に役立てることもできる。しかしこれらの魚もゴミを食べている訳ではないので、全体に必要な量の餌の投入が必要であり、場合によっては底面性の魚専用のエサを使用する。またこのような役割を「スカベンジャー」ともいうが、これを小型のエビ類や巻貝類（タンクメイトともいう）に割り振る事で、さらに多様な雰囲気をかもし出すことも可能である。ただしエビ類は捕食されたり、脱皮直後に他の魚につつかれ死ぬ危険もある。
混泳の場合はとかく食性が同じ物であっても、その活発さの違いから、一定の強弱関係が発生しやすい。しかしその一方で、緊張がないと全体に散漫に散ってしまう小型魚に緊張感を与えるため、非常に活発な魚を極少量だけ混泳させるケースも見られる。いずれにせよ習性を熟知しないことには混泳させる事がむずかしいため、他の混泳例を参考にするか、すでにいくつかの水槽を持っていて、問題があればすぐに別々にできる体勢が整っている場合にのみ、これに挑戦されることがすすめられる。
たいていの混泳例では、水面近くを好む物と、水槽の中ほどを好む物、底面にいることを好む物といった具合に住み分けが出来る形を作る。

## 器具
歴史を見ても分かるとおり、容器に水を入れるだけでもアクアリウムとして成立する。しかし、それだけでは飼育している生物の排泄物による水質の悪化、温度管理の困難などが生じる。そこで、現代では様々な器具が考案され、アクアリウムの管理を容易にしている。尚、以下に挙げる器具類の使用は任意である。複雑な器具類を極力廃したデザインを楽しむ向きもある。

### 水槽
ガラス製が一般的であるが、小型のものではプラスチックの一体成型のもの、大型のものはアクリル板を貼り合わせたものも多い。ガラス製の長所としては、透明度を長期間保つことができる点があり、短所としては重い事と、強い衝撃により破損の恐れがある点が挙げられる。これに対しアクリル製では、素材となるアクリル板は比較的軽く加工が容易である反面、ガラスよりも経年劣化が起きやすく、比較的柔らかい為に傷が付き易くプレコなど固い歯で物の表面についたコケをこそぎ取る性質のある魚種を長期間飼育すると表面に細かい傷が多数発生し「曇る」場合もある。板の強度が不十分な場合は、水圧により変形して数年で細かい「す」が入ることがある。水槽の大きさは小さな瓶から特注の巨大なものまである。規格品の水槽としては60cm(60x30x36)がもっとも多く流通していて、大量生産によって価格も安く設定されている。また、規格外のサイズの水槽も作られており、正方形の水槽、ガラスを曲げた水槽、枠を使わずガラスだけを貼り合わせて作った水槽、アクアテラリウム用に前面のみ背を低くした水槽など、様々なものが作られている。水槽は非常に重くなるものであるため、設置する場所、及び水槽台は注意する必要がある。一般には、水の体積が大きい方が水質が急変せず安定するので、大きい水槽が推薦されることが多い。これは、巨大な池で魚が一匹死んでも水質はほとんど変わらないことに対し、小さな瓶では飼育している魚が一匹でも死ねば水質が激変してしまうということである。輸送時は魚をビニール袋などの小さな容器にパッキングして発送するしかないため、魚が放出するアンモニアを吸着するゼオライトが同封されることが多い(後述)

### 濾過器

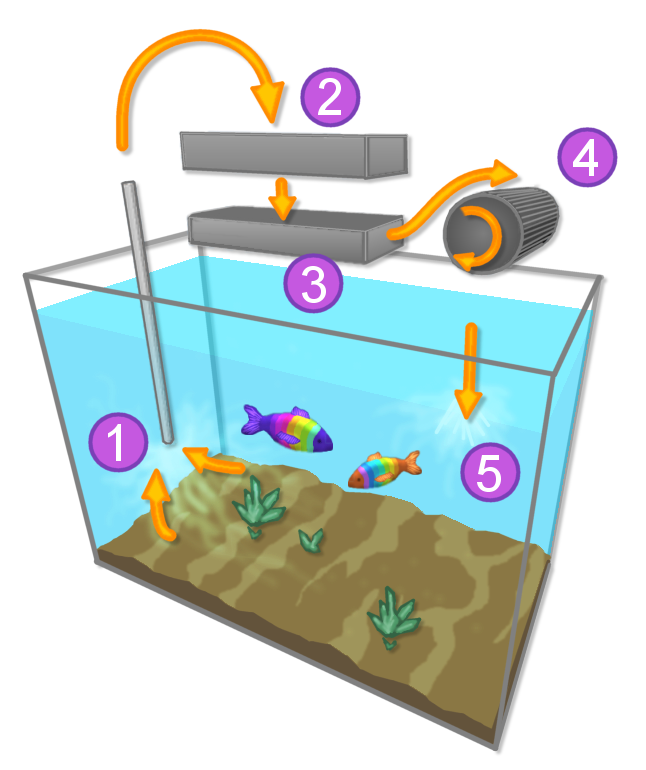
上部式フィルターの仕組み

濾過システムは、物理的濾過と生物学的濾過を結合したシステムがほとんどで、主に美観のために、水中の微粒子をこしとって除去する物理的濾過に加えて、水槽内の生物の生命を脅かすアンモニア、亜硝酸等の有害物質を、微生物によって分解し、硝酸塩等の無害な物質に変換する生物学的濾過を同時に行う狙いをもっている。家庭用アクアリウムの中において、濾過システムは巧みに設計された複合コンポーネントであり、水槽内の底砂を含めた形で実現されることもある。ほとんどのシステムでは、ポンプを使用して、濾過を行う外部装置へ水槽の水の一部を移し、濾過された水は再びアクアリウムに戻される。プロテインスキマー（水から蛋白質および他の廃物を取り除く濾過装置）は、通常は塩水アクアリウムでのみ使われる。代表的な家庭用濾過システムを分類すると、上部濾過、外部濾過、底面濾過、水中濾過等の形式が存在し、水槽内で飼育する生物の種類や、淡水、海水などの環境条件に合わせて、それぞれの形式の長短を考慮して、選択もしくは組み合わせて使用される。
濾過器（フィルター）は、多くの場合に於いて製品自体に適用できる水槽サイズの目安が示されている。また、飼育される魚の種類によっては水質が早く汚染し易いものもあるため、「何を飼育するか」によっても事情が異なる。例えば稚魚を養育するための環境では、フィルタへの稚魚吸い込みを予防する意味から、また稚魚はそれほど水を汚さないため、能力的には限定的なスポンジフィルタのみを使用するといった具合である。他方ではディスカスの場合、必要な水温が高いことと栄養価の高い飼料を好むことなどから水質を安定させることが難しいとされており、十分な処理能力のある濾過器を使ってなお窒素酸化物（硝酸塩）の蓄積が早い傾向があり、また食べ残し掃除の関係から底面水槽が使い難いという事情もあるため、モーターで強制的に水を循環させるパワーフィルタとこれの補助として食べ残しの吸い込みを予防しパワーフィルタ本体掃除の回数を軽減させる意味から、ストレーナスポンジも併用される。濾過器には多数種類が有り、エアーポンプに接続して濾過する簡単なタイプから、大きめの水槽に最適な外部式の濾過器がある。濾過器には活性炭が含まれているタイプが多い。活性炭は飼育水の匂いや濁りを取る効果がある。ただ、病気の際に薬を使用するときに活性炭に薬が吸い込まれてしまい逆効果になってしまう。そのため最近では活性炭が取り外せるタイプが多数販売されている。
詳細と各種フィルターについてはろ過 (アクアリウム)、フィルター (アクアリウム)を参照

### 照明
照明は近代的なアクアリウムにとって欠くことのできない要素である。植物の生育には日光が必要だが、直射日光の当たる環境では水温が影響され易く、また過剰な光でガラス表面に藻類が発生するなど鑑賞や観察を目的としたアクアリウムでは具合が悪い。直射日光が当たらない場所に照明器具を備えた水槽を設置するのが一般的である。
この照明には蛍光灯を使うことが古くからおこなわれてきたが、魚によっては蛍光灯のような青っぽい光で見ると汚らしく見える（赤い魚が黒っぽく見えるなど）他、水草も赤い光を好むので熱のことを考えなければ、電力が2倍ほど必要になるが白熱電球のほうが照明として優れていた（ただし同時にコケも生えやすくなる）、このため時代が下るにつれアクアリウムでは専用に製造された植物育成用蛍光灯や鑑賞魚用蛍光灯が利用されている。光強度の強いメタルハライドランプが使用される場合もある。
他にLEDによる照明も登場している。薄型、軽量の製品が多く、美観を損ない難いという利点がある。発熱が少ないため、照明設備による温度上昇のリスクが蛍光灯と比較して少ない。また光量そのものを調節できるものも販売されている。
照明は基本的に、光源から距離が離れるほど光強度が低くなる。強い光が必要な植物は光源から遠い位置に設置すると枯れてしまうことがあるが、逆に陰性植物は光強度が強すぎると却って成長が阻害されることがある。

### 温度管理

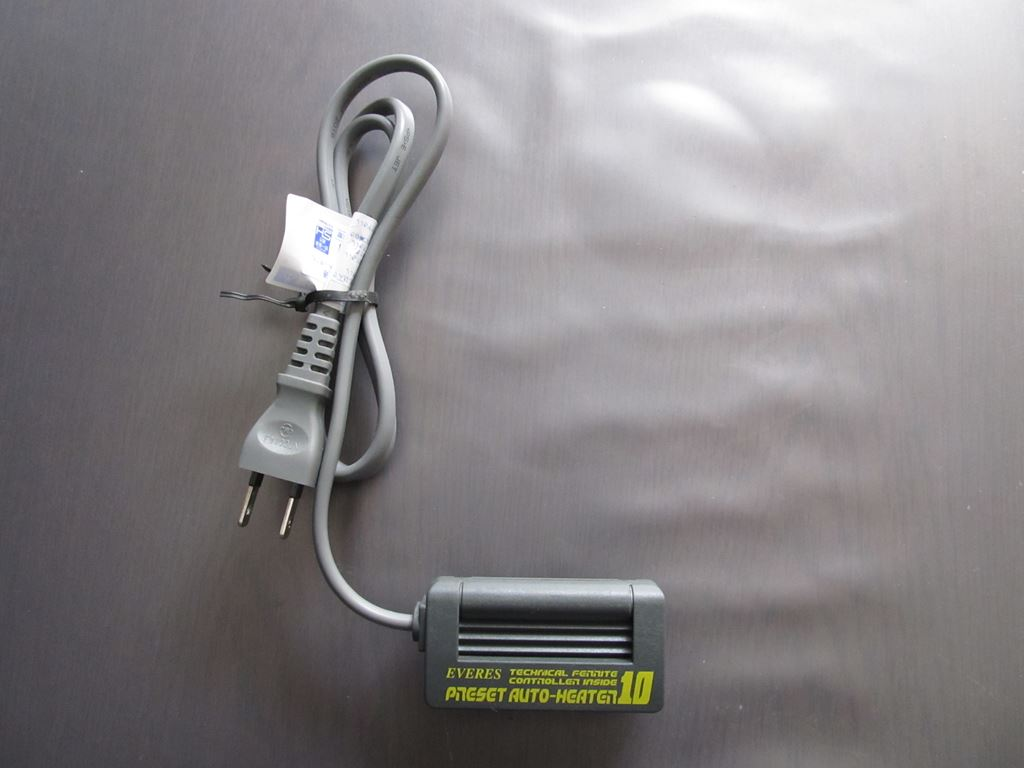
サーモスタット付きヒーター（小型水槽用）

ヒーター
ヒーターは、アクアリウムを設置している環境の気温が飼育に適した水温より低いときに、水温をあげるために使用される。設定した温度に水温を制御するサーモスタットと組み合わせて使用するよう設計されている。ヒーターとサーモスタットが一体化した製品もある。魚が触れて火傷をしないように、特に物に張り付く習性のある魚を飼育している場合はカバーを付ける事がある。ヒーターやセンサーを噛み砕いたりして破壊してしまうような大型魚の飼育では水槽の角に通水性のある囲い（コーナーボックス）を作りそこに設置する場合もある。濾過をオーバーフローで行う場合は濾過槽内に設置できる。またかつては外部フィルターのホースに接続出来るヒーターも存在した。
ヒーターがまだあまり出回ってなかった頃は「白熱電球を水につけて通電し加熱する」という手法がとられていたこともあったが、この場合簡単だが漏電やガラス急冷による破損を起こさなくても、水槽の大きさに対し出力が高すぎると温度が上がりすぎて魚を煮殺す可能性があること、逆に低出力では構造上加熱部位を水面近くにしか置けないので（ソケット部を沈めると確実に漏電する）水面だけ高温になり下のほうは冷たいままになること、熱と同時に光が出ているのでコケも生えやすいなどの欠点が数多くあったので1966年時点で「最も危険の大きい方法」と酷評されていた。
サーモスタット、ヒーター分離型
サーモスタットとヒーターがそれぞれ別売りになっており、ヒーターをサーモスタットに接続して使用する。ヒーターが故障してもヒーターのみの交換で済むメリットがある。ヒーターは専用の物を使用し、またこれはサーモスタットに接続しないで通電すると際限なく水槽内の水を加熱してしまう。水槽内にヒーター本体とサーモスタットの温度センサーの両方を設置するため、小型水槽では一般的ではない。
なお、サーモスタットが高価だったころはサーモスタット1つにつきヒーター複数を直列つなぎにする（サーモスタットは温度が変わりやすい一番小さい水槽に入れる）ことで、同じ場所に並べた複数の水槽の温度管理を1つにやらせる方法も行われていた。
サーモスタット、ヒーター一体型
サーモスタットとヒーターが一体となっており、そのままコンセントに差し込むだけで使用可能。温度を指定するダイヤル付きのボックスが付いている物と完全にヒーター内にサーモスタットを内蔵した物がある。後者は温度の指定が自分で出来ない(大抵25℃前後に保つようになっている)。小型水槽ではこちらがよく用いられる。ヒーターが故障した場合はたとえサーモスタットに異常が無くとも交換となる。
パネルヒーター
水槽の下に敷いて使う。爬虫類の飼育等でも用いられている。主に通常のヒーターが入らないような小型水槽で飼育している場合（ベタの飼育等）に用いられる。
水槽用クーラー（冷却装置）
冷却器は、周囲の気温が希望の水温より高い場合に用いられる。同じくサーモスタットと組み合わせて使用される。
水温計
水温管理に使用。サーモスタットの誤動作や夏場の水温上昇等もあるので、時折見る必要がある。アナログ式（アルコール式）とデジタル式がある。水槽の外側に貼り付ける物も存在する。

### 餌
生物種により餌に出来る物は異なるため、種によって適切なものを用意しなければならない。考慮すべきことは餌の大きさ、密度、匂い、栄養、動き、保存状態などである。魚は嗅覚が犬をはるかに超えて発達しており、アミノ酸により餌を嗅ぎ分けると言われる。普段食べ慣れないものは食べないことがあるため、練り餌を作って徐々に人工飼料の比率を上げて慣れさせる「餌付け」が行われることがある。また、餌の認識を視覚に頼っており、動きのあるものしか食べない生物もいる。この場合は生き餌を用いるしかないが、前述のとおり、練り餌に慣れさせることができる場合もある。またプランクトンフィーダー（濾過摂食）と呼ばれる種は、非常に微細な餌しか食べられないため、これも生きたプランクトンを用意するか、あるいは人工飼料をすり潰して大きさを調整した餌を用意しなければならない。一様に「植物プランクトンを食べる」と言われる種でも、摂食できる餌の大きさに制限があり、どの程度の大きさが適切かは種によって異なる。人工飼料を潰す場合は、乳鉢や耐水サンドペーパーが用いられる。プランクトンフィーダーは水中の餌の密度が高すぎると餌が詰まって死亡することがある。
人工餌(フレーク)
エビ、魚肉、穀類などを魚油などで練って乾燥させたもの。日常的にはほとんどこれがあれば飼育に事足りる。魚の遊泳域は、その性質により上層・中層・下層に固まりやすいので、これらに対応して人工餌も浮上性のものと沈下性のものがある。また食性に合わせ肉食魚や草食魚用飼料、形状も顆粒状、フレーク状、タブレット状等の種類がある。
クリル
オキアミを乾燥させたもの。エビの殻に含まれる色素により、魚の色を良くし観賞価値を高める（色揚げ）に効果があるとされる。
アカムシ
ユスリカの幼虫。乾燥させたものや冷凍したものがある。非常に食い付きは良いが、特に乾燥アカムシは消化不良を起こしやすい。
生き餌
メダカ、小赤（小型の和金）、コオロギ、アカヒレなど。餌の動きに反応する魚は生き餌しか食べないものがいる。また、ガーパイクやピラニアなど、肉食の魚に与えて捕食する様を観察して楽しむためにも使われる。人工飼料よりも食い付きが良いことが多いが、生き餌をストックしておく容器や手間が必要となる。
イトミミズ
泥中に住む環形動物の一種。こちらも食い付きが良い。イトメとは別の生き物だが、しばし混同される。
食べ残されるとそこの砂に潜ることがあり、こうなると特殊な魚（クーリーローチなど）を除いてイトミミズは食べれなくなるのでそこで繁殖し、水草の根を荒らしたり酸素を消費したり毒素を出して魚に害を与えることがあるので一度に大量に与えないほうが良い。
ブラインシュリンプ
ソルトレイクなどの塩湖に住む動物性プランクトンの一種。幼魚のエサなどに用いられることが多い。普通は乾燥卵の状態で販売され、それを塩水に入れて孵化させ魚に与える。塩湖に住む為淡水水槽内では生存することが出来ず、食べ残しは死骸となり、量によっては水質に影響を及ぼす恐れがある(特に小さいケース内で稚魚を育成する時)。すでに孵化した状態のブラインシュリンプを冷凍させたものも販売されている。
動物性プランクトン
イサザアミ、ミジンコ、ゾウリムシ、ワムシなど。動いている餌しか食べない生物に与える。ブラインシュリンプでは大きすぎる場合に与えることもある。インフゾリアとも呼ばれるが、これは漠然とした微生物の意味で生物学的な正式名ではない。
なお、紛らわしいが「ミジンコ」は小魚の餌として適しているが「カイミジンコ」や「ケンミジンコ」は殻が固すぎたり動きが速いので餌に向いていない。
植物性プランクトン
動物性プランクトンよりもさらに小さいものを食べる生物に与える（動物プランクトンの餌にもなる）。また、動物性プランクトンの餌にもなる。液肥を入れた容器に照明を当てて増やす。有毒藻類が発生しやすいので注意する。

### その他
石
特に機能はないが、単に水槽の美観のために設置される。石の種類によっては飼育水の硬度が上がる場合がある。
エアポンプ

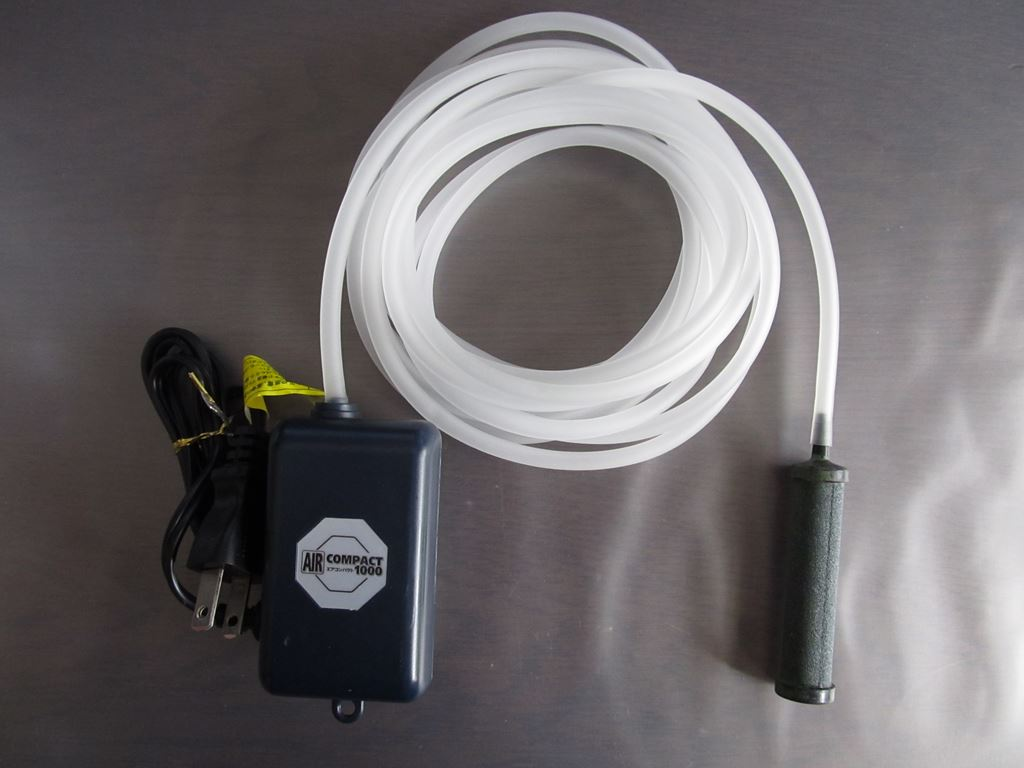
エアポンプとエアストーン

エアポンプは水槽内の生物のために水に十分な酸素を供給するために使用される。酸素を大量に消費する品種（特に金魚）や飼育密度の場合、エアポンプで曝気する必要がある。また、エアリフトで水を循環させるのにも用いる。植物の育成に特化したアクアリウムの場合には、水中に二酸化炭素を供給することがしばしば行われる。タイマーによって、光合成が行われている日中はボンベ等を使用し二酸化炭素を、夜間はエアポンプによる酸素の供給を行うパターンが多い。この場合、二酸化炭素の供給中はポンプによる酸素の供給は停止される。
ゼオライト
アンモニアを吸着する。吸着剤はそれ自体が化学物質を分解するような作用を持つわけではないが、飼育水に溶けている化合物濃度と、吸着剤が吸着した化合物量とが平衡状態になるため、実質的に大量の水で飼育していることと等しくなる。魚をパッキングして輸送する際に用いられることが多い。アンモニアよりナトリウムを優先的に吸着するので海水ではあまりアンモニアを吸着しない。
イオン交換樹脂
純水をつくる場合に使用される。アニオン交換樹脂は硝酸イオン、亜硝酸イオンを吸着できる。
麦飯石
花崗斑岩あるいは石英斑岩の1種で、熱水作用、風化作用などを受け、多孔質で吸着作用があり、ミネラル溶出量の多い、淡黄色のものを言う。吸着作用を持つが、ゼオライトよりも劣る。
流木
水槽の美観のため、あるいは生物のシェルターとして設置される。彫刻刀で人為的に整形されたりもする。アク（フミン酸、フェノール）が溶出してくるため水が茶色くなる。アクの量は樹種に左右される。
活性炭
フェノール類を吸着する。ある程度吸着するとそれ以上は吸着されなくなるため交換する。
水質試薬
魚にとっては有害な水質であっても、一見すると透明で肉眼で判断することができない。そこで、試薬を用いて水質が検査される。よく使われるものはアンモニア、亜硝酸塩、硝酸塩、pHである。
比重計
海水水槽で塩分濃度の検査のために用いられる。ボーメ計よりも光学式のほうが精度が高い。
殺菌灯
殺菌灯を仕込んだケースに飼育水を通水させて殺菌する装置。飼育システムや水草に付着する藻類の減少や病気の予防、水の透明度を上げる効果がある反面、効果的に殺菌するために殺菌灯に至近距離で長時間飼育水を通水させる設計になっているため、水温を上昇させてしまう欠点がある。余談だが、世界の侵略的外来種ワースト100に選定されたイチイヅタはモナコ水族館で殺菌灯を浴びた同種が突然変異を起こし、低水温への適応とアレロパシーを得たものである。
オールインワンタイプ
飼育に必要な設備が一通りセットになっている水槽。それら機能が水槽本体に組み込みとなっていてインテリアとの調和を目指した製品も多く、従来水槽のように周辺に各種機器が並んだり、コンセントにたこ足配線で複数のプラグが接続されたりといったこともなく、コンセントに一つのプラグを差し込むだけで稼動する。
トリートメントタンク
多目的に用いる予備水槽のこと。底床材を敷かず、濾過装置もスポンジフィルターなどの簡易なものが使われることが多い。
予備飼育
店の水槽の水質と自宅の水槽は水質に差があるため、新たに熱帯魚や水草を入手した際にはpHショックなどを起こさないよう徐々に水槽の水を足す「水合わせ」を行う必要がある。また、グッピーエイズ、カエルツボカビ症などの病気の感染防止のために事前に薬浴を行うこともある。
病気治療用途
前述の通り、病気治療に薬剤を用いる場合は水槽からは隔離して行う。これは生物によって薬剤への耐性が異なるためである。大きい魚は許容できる程度の薬品濃度であっても、小さな生物には致死量に達してしまう。また、飼育水や飼育機材を着色してしまうものが多いということもある。
繁殖用途
飼育している生体が繁殖行動を始めた際、親魚の気性が荒くなり他魚を攻撃することがあるので隔離水槽が必要になるほか、稚魚が産まれた後に他の生物に食べられないよう保護するために使う。水槽の飼育水と分離する必要はないので、水槽に隔離箱を設置するだけで済ませることもある。